# تاكاأكي كينوشيتا
تاكاأكي كينوشيتا (باليابانية: 木下 高彰) (مواليد 11 يونيو 1993)، هو لاعب كرة قدم ياباني سابق كان يلعب كمدافع.

## وصلات خارجية
- تاكاأكي كينوشيتا على موقع رابطة كرة القدم اليابانية للمحترفين (اليابانية)
- تاكاأكي كينوشيتا على موقع قاعدة بيانات كرة القدم.إي يو (الإنجليزية)
- تاكاأكي كينوشيتا على موقع Soccerway.com (الإنجليزية)
- تاكاأكي كينوشيتا على موقع عالم كرة القدم.نت (الإنجليزية)